# David Barnea
David Barnea (Ashkelon, 29 marzo 1965) è un agente segreto e generale israeliano, direttore del Mossad dal 1º giugno 2021.

## Biografia
Barnea è nato ad Ashkelon ed è cresciuto a Rishon Lezion. Suo padre, Joseph Brunner (Barnea) fuggì con la famiglia dalla Germania nazista ed emigrò in Israele all'età di tre anni. Joseph si diplomò alla Yeshiva Hapoel HaMizrachi di Bnei Brak e si arruolò nel Palmach all'età di 16 anni. Ha combattuto con il Terzo Battaglione dell'organizzazione a Nabi Yusha e Safed e poi è stato ufficiale con il grado di tenente colonnello nell'Aeronautica israeliana. È stato anche dirigente della Tadiran. Sua madre, Naomi, era nata a bordo della SS Patria e lavorò come insegnante e direttrice di scuola.
Barnea ha studiato alla Military Boarding School for Command di Tel Aviv, e si è arruolato nell'IDF nel 1983. Ha prestato servizio militare presso il Reggimento di ricognizione dello Stato Maggiore (Sayeret Matkal). In seguito ha studiato negli Stati Uniti, conseguendo la laurea presso il New York Institute of Technology e un MBA presso la Pace University. Ha quindi lavorato come business manager presso una banca d'investimento in Israele.

## Carriera
Nel 1996, Barnea è entrato nel Mossad. Ha prestato servizio nella Divisione Tzomet, comandando unità operative in Israele e all'estero. Per due anni e mezzo è stato vice capo della Divisione Keshet, incaricata di infiltrarsi e monitorare gli obiettivi nemici. Nel 2013 è stato nominato capo della Divisione Tzomet. Durante il suo periodo di comando, alla divisione sono stati assegnati quattro premi per la sicurezza nazionale israeliana. Nel 2019 è stato nominato vice capo del Mossad. Nel giugno 2021 è stato nominato capo del Mossad.
Dopo l'inizio della guerra tra 2023 Hamas e Israele, Barnea ha spinto per un accordo con Hamas per garantire il rilascio degli ostaggi israeliani. Il 9 novembre, Barnea ha incontrato a Doha il direttore della CIA William J. Burns e il primo ministro del Qatar Kalid bin Khalifa bin Abdul Aziz Al-Thani. Sono state discusse le possibilità di un cessate il fuoco e del rilascio degli ostaggi. Oltre al Direttore della CIA Burns, Barnea è stato incluso anche nei colloqui tra il presidente degli Stati Uniti Biden e il primo ministro Netanyahu sul rilascio degli ostaggi.

## Vita privata
Barnea è sposato e padre di quattro figli.